# Peter Feuchtenberger
Peter Feuchtenberger (* 15. Juli 1943 in Werdau) ist ein ehemaliger Oberst des Ministeriums für Staatssicherheit (MfS) der DDR. Er war von 1977 bis 1986 persönlicher Referent des stellvertretenden Ministers für Staatssicherheit und Leiters der Hauptverwaltung A (HVA) Markus Wolf und später Abteilungsleiter der HVA.

## Leben
Feuchtenberger erlernte nach dem Abschluss der Mittelschule von 1960 bis 1962 den Beruf des Galvaniseurs. 1961 trat er in die Sozialistische Einheitspartei Deutschlands (SED) ein. 1963 wurde er an der Kreisdienststelle Werdau des MfS angestellt. Bis 1966 besuchte er die als Zentralschule der Gesellschaft für Sport und Technik „Etkar André“ getarnte Schule der HVA in Belzig und wurde dann Mitarbeiter der Abteilung XV, zuständig für Auslandsspionage, in der MfS-Bezirksverwaltung im Bezirk Karl-Marx-Stadt. 1968 wechselte er in die Zentrale der HVA, des Auslandsnachrichtendienstes der DDR, in Ost-Berlin und wurde Mitarbeiter der Abteilung VI, zuständig für Ausbildung.
Von 1971 bis 1974 studierte Feuchtenberger an der Juristischen Fachschule Potsdam und wurde Fachschuljurist. Ab 1974 war er Stellvertreter des Leiters der HVA-Abteilung VI/1 (Ausbildung und Übersiedlung von IM in das „Operationsgebiet“). Von 1976 bis 1979 absolvierte er ein Fernstudium an der Hochschule des Ministeriums für Staatssicherheit (JHS) in Potsdam und wurde Diplom-Jurist. Von 1977 bis 1986 war er persönlicher Referent des stellvertretenden Staatssicherheitsministers Markus Wolf.
1986 wurde Feuchtenberger Offizier für Sonderaufgaben beim Leiter der HVA und 1987 stellvertretender Leiter der Arbeitsgruppe EDV. Nach einem Lehrgang am Institut für marxistisch-leninistische Weiterbildung des MdI 1987/88 und der Umbildung der Arbeitsgruppe Elektronische Datenverarbeitung (AG EDV) in die HVA-Abteilung XX EDV (Organisation und Einsatz von elektronischen Datenverarbeitungsanlagen) am 1. September 1988 auf Basis des Befehls K 4319/88 wurde Feuchtenberger Leiter dieser Abteilung. Er hatte zuletzt den Dienstgrad eines Obersts. Nach dem Ende der DDR erfolgte 1989 Feuchtenbergers Freistellung und 1990 seine Entlassung aus dem Dienst.
Noch im selben Jahr wurde er Leiter des Bereichs Sicherheitstechnik der Robotron Elektronik Export-Import GmbH und Geschäftsführer der IKOS Sicherheitstechnik GmbH in Berlin.
Während der Ermittlungen zur Barschel-Affäre machten einige Mitarbeiter des Bundesnachrichtendienstes Angaben, nach denen sich Feuchtenberger unter dem Decknamen Robert Roloff mit Uwe Barschel, der am darauffolgenden Morgen tot aufgefunden wurde, in Genf getroffen habe. Feuchtenberger selbst bezeichnete diese bis heute nicht bewiesenen Angaben mehrfach als „kompletten Unsinn“.